# Nicolas Fallet
Pour les articles homonymes, voir Fallet.
Nicolas Fallet, né à Langres le 11 septembre 1746 et mort à Paris le 22 décembre 1801, est un dramaturge et journaliste français.

## Biographie
Fils d’un chapelier, Fallet compose un assez grand nombre de pièces oubliées, dont quelques-unes ne sont pas sans mérite.
La tragédie de Tibère, dans laquelle Fallet altére le caractère de son héros en cherchant à le rendre moins odieux qu’il ne l’est réellement, n’a que dix représentations. Elle a cependant été parodiée comme si elle avait obtenu un grand succès.

Mathieu ou les Deux Soupers, n'est pas plus heureuse. Elle donne lieu à une plaisanterie de situation : « Il n’y avait pas un seul plat de passable dans ces Deux Soupers. ». Cette pièce réduite à deux actes devient  Les Deux Tuteurs et obtient alors un certain succès.

Fallet participe avec André-Guillaume Contant d'Orville au Dictionnaire universel, historique et critique des mœurs, loix, usages & coutumes civiles, militaires & politiques ; & des cérémonies & pratiques religieuses & superstitieuses, tant anciennes que modernes, des peuples des quatre parties du monde en 4 volumes publié à Paris en 1772 par l'éditeur Jean-Pierre Costard ; il est l’un des coopérateurs de la Gazette de France, puis du Journal de Paris, et l’un des plus intrépides soutiens de l’Almanach des Muses.

## Œuvres
- Mes bagatelles ou les Torts de ma jeunesse, 1776[5]
- Tibère et Sérénus, 1782 ;
- Mathieu ou les Deux Soupers, comédie en trois actes et en prose mêlée d’ariettes, musique de Nicolas Dalayrac créée le 11 octobre 1783, à la Cour à Fontainebleau puis donnée le 29 décembre 1783 à l'Opéra-Comique, salle Favart
- Les Deux Tuteurs, comédie en deux actes et en prose, mêlée d’ariettes, (il s'agit de la précédente réduite à deux actes), musique de Nicolas Dalayrac, créée le 8 mai 1784 à l'Opéra-Comique (salle Favart)
- Les Fausses Nouvelles, 1786 ;
- Alphée et Zarine, 1788 ;
- Les Noces cauchoises, 1790.

## Sources
- Antoine-Vincent Arnault, Antoine Jay, Étienne de Jouy, J. Norvins, Biographie nouvelle des contemporains, t. 7, Paris, Librairie historique, 1822, p. 21.